# Robert Denison
Robert Denison (Namen, 21 augustus 1936 – 30 januari 2015) was een Belgisch volksvertegenwoordiger.

## Levensloop
Na zijn middelbare studies aan het Koninklijk Atheneum van Namen en het vervullen van zijn militaire dienstplicht bij de luchtmacht, werkte Denison van 1953 tot 1954 als arbeider in een fabriek. Daarna was hij van 1954 tot 1959 aan de slag bij bediende bij de Federatie van Socialistische Mutualiteiten, tot 1957 in Luik en daarna in Namen. Nadien startte hij een loopbaan als vrijgestelde binnen de PSB, van 1959 tot 1968 was hij adjunct-secretaris-generaal en van 1968 tot 1971 secretaris-generaal van de PSB-federatie van het arrondissement Namen.
In oktober 1964 werd hij voor de PSB (vanaf 1978 de PS) verkozen tot gemeenteraadslid van Namen. Hij was er van 1968 tot 1976 schepen van Financiën, Jeugd en Sport. Na de gemeenteraadsverkiezingen van oktober 1976 zetelde Denison enkel nog als gemeenteraadslid, tot hij in oktober 2000 de lokale politiek verliet.  
Vanaf november 1971 was Denison ook actief in de nationale politiek. Van 1971 tot 1991 zetelde hij voor het arrondissement Namen in de Kamer van volksvertegenwoordigers, waar hij van 1979 tot 1991 quaestor en vanaf 1988 voorzitter van het college van quaestoren was en zich richtte op dossiers rond defensie en verkeersbeleid. Door de toen bestaande dubbelmandaten zetelde hij van 1971 tot 1980 ook in de Cultuurraad voor de Franse Cultuurgemeenschap, van 1974 tot 1977 in de voorlopige Waalse Gewestraad en van 1980 tot 1991 in de Waalse Gewestraad en de Franse Gemeenschapsraad. In de nationale politiek verdedigde hij steeds de belangen van zijn stad en hij voerde met succes campagne om de Waalse instellingen definitief in Namen te vestigen.
Van 1980 tot 1990 was hij eveneens voorzitter van de Nationale Maatschappij van Buurtspoorwegen en leidde in die hoedanigheid de regionalisatie van de instelling en de verdeling van de middelen en het personeel tussen de verschillende gewesten in goede banen. In 1991 werd Denison voorzitter van de raad van bestuur van de Waalse opvolger van de NMVB, de Société Wallonne des Transports Régionaux. Hij bekleedde deze functie tot in november 2002, toen hij vanwege de leeftijdsgrens moest aftreden.